# Forward-díj
A  Forward-díj (Forward Prizes for Poetry)  egy irodalmi díj az Egyesült Királyságban, melyet 1991-ben alapítottak azzal a szándékkal, hogy a kortárs költészet iránti érdeklődést előmozdítsák. Jelenleg ez a királyság legjelentősebb költészetért járó irodalmi megbecsülése, melyért a legjobb verseskötetnek 10 000£, a legjobb első verseskötetnek 5000£ és a legszebb versnek 1000£ a jutalma. A legkiemelkedőbb költeményeket a The Forward Book of Poetry című antológiában adják ki minden évben.

## Díjazottak

### Legjobb verseskötet
- 2023: Jason Allen-Paisant, Self-Portrait as Othello
- 2022: Kim Moore, All the Men I Never Married[1]
- 2021: Luke Kennard, Notes on the Sonnets (Penned in the Margins)[2]
- 2020: Caroline Bird, The Air Year
- 2019: Fiona Benson, Vertigo & Ghost
- 2018: Danez Smith, Don’t Call Us Dead
- 2017: Sinéad Morrissey, On Balance
- 2016: Vahni Capildeo, Measures of Expatriation
- 2015: Claudia Rankine, Citizen: An American Lyric
- 2014: Kei Miller, The Cartographer Tries to Map a Way to Zion
- 2013: Michael Symmons Roberts, Drysalter
- 2012: Jorie Graham, P L A C E
- 2011: John Burnside, Black Cat Bone
- 2010: Seamus Heaney, Human Chain
- 2009: Don Paterson, Rain
- 2008: Mick Imlah, The Lost Leader
- 2007: Sean O'Brien, The Drowned Book
- 2006: Robin Robertson, Swithering
- 2005: David Harsent, Legion
- 2004: Kathleen Jamie, The Tree House
- 2003: Ciaran Carson, Breaking News
- 2002: Peter Porter, Max is Missing
- 2001: Sean O'Brien, Downriver
- 2000: Michael Donaghy, Conjure
- 1999: Jo Shapcott, My Life Asleep
- 1998: Ted Hughes, Birthday Letters
- 1997: Jamie McKendrick, The Marble Fly
- 1996: John Fuller, Stones and Fires
- 1995: Sean O'Brien, Ghost Train
- 1994: Alan Jenkins, Harm
- 1993: Carol Ann Duffy, Mean Time
- 1992: Thom Gunn, The Man with Night Sweats

### Legjobb első verseskötet
- 2023: Momtaza Mehri, Bad Diaspora Poems
- 2022: Stephanie Sy-Quia, Amnion
- 2021: Caleb Femi, Poor
- 2020: Will Harris, Rendang
- 2019: Stephen Sexton, If All the World and Love Were Young
- 2018: Phoebe Power, Shrines of Upper Austria
- 2017: Ocean Vuong, Night Sky with Exit Wounds
- 2016: Tiphanie Yanique, Wife
- 2015: Mona Arshi, Small Hands
- 2014: Liz Berry, Black Country
- 2013: Emily Berry, Dear Boy
- 2012: Sam Riviere, 81 Austerities
- 2011: Rachael Boast, Sidereal
- 2010: Hilary Menos, Berg
- 2009: Emma Jones, The Striped World
- 2008: Kathryn Simmonds, Sunday at the Skin Launderette
- 2007: Daljit Nagra, Look We Have Coming to Dover!
- 2006: Tishani Doshi, Countries of the Body
- 2005: Helen Farish, Intimates
- 2004: Leontia Flynn, These Days
- 2003: A. B. Jackson, Fire Stations
- 2002: Tom French, Touching the Bones
- 2001: John Stammers, The Panoramic Lounge Bar
- 2000: Andrew Waterhouse, In
- 1999: Nick Drake, The Man in the White Suit
- 1998: Paul Farley, The Boy from the Chemist is Here to See You
- 1997: Robin Robertson, A Painted Field
- 1996: Kate Clanchy, Slattern
- 1995: Jane Duran, Breathe Now, Breathe
- 1994: Kwame Dawes, Progeny of Air
- 1993: Don Paterson, Nil Nil
- 1992: Simon Armitage, Kid

### Legszebb vers
- 2023: Malika Booker, „Libation“
- 2022: Nick Laird, „Up Late“
- 2021: Nicole Sealey, „‘Pages 22–29, an excerpt from The Ferguson Report: An Erasure’“
- 2020: Malika Booker, „The Little Miracles“
- 2019: Parwana Fayyaz, „Forty Names“
- 2018: Liz Berry, „The Republic of Motherhood“
- 2017: Ian Patterson, „The Plenty of Nothing“
- 2016: Sasha Dugdale, „Joy“
- 2015: Claire Harman, 'The Mighty Hudson'
- 2014: Stephen Santus, 'In a Restaurant'
- 2013: Nick MacKinnon, 'The Metric System'
- 2012: Denise Riley, 'A Part Song'
- 2011: R. F. Langley, 'To a Nightingale'
- 2010: Julia Copus, 'An Easy Passage'
- 2009: Robin Robertson, 'At Roane Head'
- 2008: Don Paterson, 'Love Poem for Natalie 'Tusja' Beridze'
- 2007: Alice Oswald, 'Dunt'
- 2006: Sean O'Brien, 'Fantasia on a Theme of James Wright'
- 2005: Paul Farley, 'Liverpool Disappears for a Billionth of a Second'
- 2004: Daljit Nagra, 'Look We Have Coming to Dover!'
- 2003: Robert Minhinnick, 'The Fox in the National Museum of Wales'
- 2002: Mebdh McGuckian, 'She is in the Past, She has this Grace'
- 2001: Ian Duhig, 'The Lammas Hireling'
- 2000: Tessa Biddington, 'The Death of Descartes'
- 1999: Robert Minhinnick, 'Twenty-five Laments for Iraq'
- 1998: Sheenagh Pugh, 'Envying Owen Beattie'
- 1997: Lavinia Greenlaw, 'A World Where News Travelled Slowly'
- 1996: Kathleen Jamie, 'The Graduates'
- 1995: Jenny Joseph, 'In Honour of Love'
- 1994: Iain Crichton Smith, 'Autumn'
- 1993: Vicki Feaver, 'Judith'
- 1992: Jackie Kay, 'Black Bottom'